# Petrodromus tetradactylus
La musaraña elefante de cuatro dedos (Petrodromus tetradactylus) es una especie de mamífero macroscelídeo de la familia Macroscelididae, la única del género Petrodromus. Es originaria de Angola, República Democrática del Congo, Kenia, Malaui, Mozambique, Sudáfrica, Tanzania, Zambia, Zimbabue y posiblemente Namibia. Sus hábitats naturales son los bosques tropicales o subtropicales, los bosques húmedos de tierras bajas tropicales o subtropicales, las montañas húmedas tropicales o subtropicales, y las sabanas húmedas.

## Subespecies
- Petrodromus tetradactylus tetradactylus
- Petrodromus tetradactylus beirae
- Petrodromus tetradactylus rovumae
- Petrodromus tetradactylus schwanni
- Petrodromus tetradactylus sultani
- Petrodromus tetradactylus swynnertoni
- Petrodromus tetradactylus tordayi
- Petrodromus tetradactylus warreni
- Petrodromus tetradactylus zanzibaricus